# Kasumi Glacier
Kasumi Glacier är en glaciär i Antarktis. Den ligger i Östantarktis. Norge gör anspråk på området. Kasumi Glacier ligger 10 meter över havet.
Terrängen runt Kasumi Glacier är kuperad åt sydost, men åt nordost är den platt. Havet är nära Kasumi Glacier åt nordväst. Trakten är obefolkad. Det finns inga samhällen i närheten.